# إليشا لايت
إليشا لايت (1 سبتمبر 1873 بونشستر في المملكة المتحدة - 12 مارس 1952 في المملكة المتحدة)  (بالإنجليزية: Elisha Light)‏ هو لاعب كريكت بريطاني وبريطاني (وحمل سابقاً جنسية المملكة المتحدة لبريطانيا العظمى وأيرلندا). لعب مع نادي مقاطعة هامبشاير للكريكت ‏ وCarmarthenshire County Cricket Club ‏.

## وصلات خارجية
- إليشا لايت على موقع إي آس بي آن كريك إنفو (الإنجليزية)